# Ляльки сміються
«Ляльки сміються» — радянський комедійний художній фільм 1963 року, знятий на кіностудії «Грузія-фільм».

## Сюжет
Лірична кінокомедія за участю цілої плеяди видатних грузинських акторів. Молода людина після невдалої спроби вступити до консерваторії влаштовується на роботу на фабрику ляльок. Кумедні пригоди, смішні і неправдоподібні ситуації, перше кохання чекають відбувся невідбувшогося студента…

## У ролях
- Мераб Тавадзе — Резико Белтадзе
- Сесилія Такаїшвілі — Гуца, бабуся Резико, мати Аліси, теща Мелітона
- Іполит Хвічія — Мелітон Белтадзе, зубний лікар, батько Резико
- Марина Тбілелі — Аліса, мати Резико, домогосподарка
- Мегі Кежерадзе — Лалі
- Еросі Манджгаладзе — Северіан Цевцевадзе, директор фабрики
- Георгій Габелашвілі — Варлам, родич Гуци
- Олександр Жоржоліані — Домен, старий, який погано чує, родич Гуци
- Вахтанг Сулаквелідзе — музикознавець
- Джульєтта Вашакмадзе — Додо, робітниця іграшкової фабрики
- Ніно Чхеїдзе — епізод
- Жужуна Дугладзе — Ольга
- Ірина Магалашвілі — епізод
- Михайло Мгеладзе — професор
- Дудухана Церодзе — родичка Гуци
- Гуранда Габунія — епізод
- Картлос Касрадзе — кореспондент Себеладзе
- Олена Кіпшидзе — епізод
- Х. Хуцишвілі — маленька Лалі, дівчинка на дитячому майданчику
- Читолія Чхеїдзе — епізод
- Георгій Гегечкорі — член приймальної комісії
- Давид Кобулов — родич Гуци
- Гіві Тохадзе — член приймальної комісії

## Знімальна група
- Режисер — Ніколоз Санішвілі
- Сценаристи — Гурам Патарая, Арлі Такайшвілі
- Оператор — Леван Пааташвілі
- Композитор — Сулхан Цинцадзе
- Художник — Дмитро Такайшвілі